# Väike-Emajõgi
Der Väike-Emajõgi (deutscher Name: Kleiner Embach; Võro Väikene Imäjõgi; russisch Вяйке-Эмайыги) ist ein 82 km langer Fluss im Süden Estlands im Kreis Valga.
Der Väike-Emajõgi entspringt im Höhenzug von Otepää am See Pühajärv. Er mündet in den See Võrtsjärv an dessen südlicher Spitze.
Sein wichtigster Nebenfluss ist der Fluss Pedeli. Weitere linke Nebenflüsse sind die Flüsse Visula und Ärnu.
Das Einzugsgebiet des Väike-Emajõgi umfasst etwa 1380 km².
Historisch gab es wegen des geringen Gefälles am Unterlauf nur am Oberlauf des Flusses Wassermühlen. Auf einer Karte von 1796 werden sieben Mühlen verzeichnet. Am Flusstal beim Dorf Jõgeveste (Gemeinde Helme) befindet sich das 1823 errichtete Mausoleum für die Familie Michael Andreas Barclay de Tollys.